# DePreSys
DePreSys, Decadal Climate Prediction System – w prowadzonym od 2005 roku projekcie – system przewidywania zmian klimatycznych opracowany przez uczonych z Headley Centre. Oparty na długookresowych obserwacjach stanu atmosfery i oceanów, aktywności Słońca, erupcji wulkanicznych, a również skutków działalności człowieka: emisji gazów cieplarnianych i aerozoli.